# Роббинс, Малкольм
Малкольм Джозеф Роббинс-младший (англ. Malcolm Joseph Robbins Jr; 7 июля 1960, Рокленд, штат Мэн — 27 января 2023, тюрьма Corcoran State Prison, штат Калифорния) — американский серийный убийца, совершивший в период с 1979 по 1980 год серию убийств как минимум 4 мальчиков и юношей на территории четырех штатов США. Настоящее количество жертв Роббинса неизвестно. Он является основным подозреваемым в совершении ещё ряда убийств.

## Биография
Малкольм Джозеф Роббинс родился 7 июля 1960 года в городе Рокленд (штат Мэн). Имел несколько братьев и сестёр. Оба родителя Малкольма вели маргинальный образ жизни, многие члены семьи Роббинса с ранних лет демонстрировали деструктивное поведение и сексуальные девиации. Его мать выросла в социально-неблагополучной обстановке. Она имела пять братьев и сестер. Вследствие материальных трудностей с юношеских лет мать Роббинса имела проблемы со здоровьем из-за недоедания. Будучи подростком, она забеременела, после чего начала вести маргинальный образ жизни. В течение 1950-х — 1960-х годов она родила несколько детей от разных мужчин. В конце 1950-х она познакомилась с братьями Дональдом и Малкольмом Робинсом — старшим, последний из которых стал отцом Малкольма Роббинса. На момент его рождения, отец Малкольма и его дядя Дональд отбывали уголовное наказание в тюрьме, а его мать сожительствовала уже с другим мужчиной. Детство и юность Малкольм Роббинс также провел в социально-неблагополучной обстановке. Семья испытывала материальные трудности, так как его мать вынуждена была заниматься низкоквалифицированным трудом, подолгу нигде не работая. Некоторое время мать Малкольма работала официанткой в баре, а также была замечена в занятии проституцией, но большую часть своего свободного времени она и ее сожители жили на социальные выплаты по безработице.
В раннем детстве, у Роббинса были выявлены признаки незрелости или поражения определенных структур головного мозга. Он начал ходить только лишь в три года и был исключён из детского сада за проявление девиантного поведения, которое было не свойственно детям его возраста. В этот период по свидетельствам его родственников, Малкольм подвергался сексуальным домогательствам со стороны сожителей своей матери, после чего его психическое состояние резко ухудшилось. В школьные годы Малькольм приобрел репутацию социального изгоя и часто подвергался физическим нападкам со стороны других учеников. Он злоупотреблял прогулами и хронической неуспеваемостью. Малкольм отрицательно характеризовался педагогическим коллективом школы за его неопрятность, проблемы с коммуникабельностью и нечистоплотность. Мать Роббинса придерживалась индифферентного стиля воспитания сына. В 1970-м их дом посетил школьный психолог, который в ходе разговора с его матерью пытался обратить ее внимание на школьную успеваемость Малкольма, однако она заявила о том, что не испытывает никакого интереса к судьбе сына. В своем отчёте психолог отметил, что жилищно-бытовые условия в доме Роббинса и санитарное состояние дома не соответствуют условиям для благополучного проживания и учебы детей.
В 1971 году Малкольм был исключен из школы, после чего его мать поместила его в одно из учебно-воспитательных учреждений для детей и подростков с девиантным поведением. Через несколько дней, он был направлен для прохождения судебно-психиатрического освидетельствования в психиатрическую клинику «Pineland Hospital», где он в течение 9 месяцев проходил курс лечения. В 1973 году, он был освобождён из учебного учреждения, но снова там оказался по определению судебного решения в 1974 году после того, как он был арестован за сексуальные домогательства по отношению к двум мальчикам. Осенью 1974 года его поведение и психическое состояние резко ухудшилось. Он многократно подвергался дисциплинарным взысканиям и провел много времени в одиночной комнате, в течение которого предпринял как минимум одну  попытку самоубийства, после чего ему был назначен курс психиатрического лечения. После прохождения курса лечения, Роббинс  в апреле 1975 года оказался на свободе и вернулся к матери, но в сентябре того же года после ещё одного сексуального насилия над маленьким мальчиком был арестован. Во время судебного процесса суд распорядился провести очередное психиатрическое освидетельствование, по результатам которого психиатры вынесли заключение о том, что Малкольм Роббинс невменяем и нуждается в лечении. Тем не менее, его снова отправили в учебно-воспитательное учреждение для детей и подростков с девиантным поведением, где он находился до августа 1976 года, когда его тетя оформила над ним опекунство. В этот период его тетя была замужем за одним из бывших сожителей его матери, который зарабатывал на жизнь сборкой металлолома, из которого восстанавливал запчасти для автомобилей для последующей их продажи. Работая с отчимом, Малкольм изучил особенности конструкции разных транспортных средств, а также научился  пользоваться разными инструментами для диагностики и ремонта автомобилей. В октябре 1976 года Роббинс снова был арестован по обвинению в растлении  малолетних. Вскоре обвинение было снято в связи с примирением сторон, после того как родители жертвы нападения заявили о том, что тетя Роббинса загладила вред, причиненный мальчику Малкольмом.
Роббинс остался жить в доме своей тёти, но решением суда ему было назначено посещение психолога в принудительном порядке. В ходе прохождения очередного курса лечения, Роббинс демонстрировал агрессивное поведение и увлеченность оружием. В июне 1977 года он снова был арестован по обвинению в сексуальных домогательствах по отношению к несовершеннолетним, однако и в этом случае он не привлекался к уголовной ответственности, а отделался выплатой административного штрафа. Будучи гомосексуалом, Малкольм Роббинс в начале 1978 года сбежал из дома и начал интимные отношения с несколькими мужчинами-гомосексуалистами. В середине того же года он с одним из них покинул территорию штата Мэн и переехал на территорию штата Калифорния. В 1978-м и 1979-м годах он проживал в городе Палм-Спрингс с 40-летним мужчиной. В конце 1979 года Роббинс ушел от него и некоторое время проживал в Палм-Спрингс в доме своего нового любовника. В начале 1980 года Малкольм Роббинс переехал в Лос-Анджелес, где в одном из гей-баров  познакомился с молодым парнем, который вскоре стал его новым сожителем и половым партнёром.  В июне того же года он и Роббинс переехали в Санта-Барбару, где через три дня они расстались, а Малкольм вскоре начал интимные отношения с пожилым гомосексуалом. В этот период Роббинс начал вести бродяжнический образ жизни. Он покинул территорию штата Калифорния и в течение нескольких месяцев посетил такие штаты как Техас, Джорджия, Виргиния и Аризона. Большинство из его друзей знакомых того периода отзывались о нем крайне отрицательно.
Роббинс описывался ими как инфантильный юноша,  патологический лжец и манипулятор, который демонстрировал гиперактивность и плохо управляемую импульсивность. Во время проживания в Лос-Анджелесе Роббинс проявил интерес к методам работы правоохранительных органов. В тот период Роббинс и его сожитель  разъезжали по Лос-Анджелесу и убеждали знакомых в том, что работают офицерами полиции под прикрытием в ходе розыска «убийцы с автострады» — серийного убийцы, убивавшего подростков и молодых юношей на территории Лос-Анджелеса и сваливавшего трупы жертв вдоль автострад. Однако многочисленные упоминания о дружеских контактах Роббинса с полицией как и его работа в правоохранительных органах оказались очередной ложью.

## Арест и разоблачение
Малкольм Роббинс был арестован 26 ноября 1980 года на территории штата Нью-Джерси по обвинению в убийстве 9-летнего Эвана Бейли, который был похищен, изнасилован и убит 17 ноября 1980 года в городе Вайнленд. Он указал место сброса тела жертвы, которое вскоре после его ареста было обнаружено. В ходе судебно-медицинской экспертизы было установлено, что Бейли был изнасилован, избит и умер от последствий колото-резаных ран, которые преступник нанес ему в область шеи. После ареста, Роббинс признал свою вину в совершении убийства Эвана Бейли, а также поведал следователям о том, что совершил на территории нескольких штатов США ещё ряд убийств. Первой жертвой согласно версии Роббинса, стал 7-летний Стивен Литтл, которого он убил 27 декабря 1979 года на территории города Даллас (штат Техас). Роббинс утверждал, что покинул территорию штата Калифорния и приехал в Даллас 27 декабря. Вечером того же дня он заманил в свой фургон 7-летнего Литтла, где совершил на него нападение, в ходе которого изнасиловал жертву и задушил. Труп мальчика Роббинс выбросил в мусорный бак, после чего развел в нем костер. Обгоревшее тело Стивена Литтла было обнаружено рано утром следующего дня. Признание Роббинса не подвергалось сомнению, так как во время допроса он раскрыл несколько деталей, которые были известны только следствию и преступнику. Впоследствии Роббинс отказался от своих показаний. Он стал утверждать о том, что не мог совершить поездку на территорию штата Техас в указанный период времени, предоставив доказательства того, что 26 и 28 декабря он был замечен в Палм-Спрингс, однако он так и не смог предоставить алиби на 27 декабря, а ряд его друзей и знакомых дали показания полиции о том, что Роббинс совершал поездку в Даллас. Также он признался в том, что  совершил убийство, сопряженное с изнасилованием, 17-летнего Брайана Лепко, который пропал без вести в городе  Уилинг, (штат Западная Виргиния) 29 января 1980 года. Мать Брайана во время расследования по факту исчезновения своего сына, заявила полиции о том, что ее сын перед своим исчезновением уехал на вечеринку с человеком, который собирался купить у него его автомобиль «Chevrolet Nova» синего цвета. После ареста Роббинса автомобиль был найден. Он был зарегистрирован на его имя 4 февраля 1980 года после того как Лепко пропал без вести. На допросе Малкольм Роббинс заявил, что после посещения вечеринки он стал подвергать Брайна Лепко сексуальным домогательствам, но Брайан оказал ему сопротивление, вследствие чего между произошла драка. Согласно его свидетельствам, он убил Брайана ударом ножа в живот на территории штата Мэн, после чего  пытался закопать его, но не смог этого сделать из-за промёрзшего грунта. Роббинс заявил, что передал бумажник и личные вещи Брайана Лепко  одному из бывших бойфрендов своей матери, с которым он поддерживал хорошие отношения. По словам Роббинса, именно он посоветовал ему незаконным путем зарегистрировать машину Лепко на свое имя.
В ходе дальнейших допросов, Роббинс указал на карте место сброса тела Брайана Лепко, скелетированные останки которого были в конечном итоге обнаружены  в феврале 1981 года. На одном из допросов Роббинс поведал следствию детали убийства 6-летнего Кристофера Финни, который пропал без вести днём 15 июня 1980 года на территории города Айла-Виста (штат Калифорния). Ряд свидетелей заявили полиции о том, что в последний раз мальчик был замечен живым в компании молодого человека со светлыми волосами, одетого в шорты, который увез его на мотоцикле красного цвета. Скелетированные останки Кристофера Финни был найдены спустя три месяца. Судебно-медицинский эксперт, проводивший осмотр останков предположил, что  смерть ребенка наступила в результате перелома шейных позвонков. Роббинс заявил, что после того как ему удалось посадить Кристофера на мотоцикл, он увез ребенка в лесистую местность, где совершил на него нападение, в ходе которого изнасиловал его. Роббинс утверждал, что после изнасилования, Кристофер разозлился и начал пинать ногами шины его мотоцикла, после чего он пришел в ярость и задушил ребенка, сломав при этом ему шейные позвонки. По словам Малкольма, он собрал одежду Финни и отнес ее домой. Описание Роббинсом способа убийства совпадало с предположением судебно-медицинского эксперта о способе убийства Финни. Через несколько дней после совершения убийства Роббинс продал свой мотоцикл, съехал со своей квартиры, а вскоре уехал из города. После признательных показаний, полиция провела обыск в квартире, где проживал Малкольм со своим сожителем на момент совершения убийства мальчика. В ходе обыска среди личных вещей Роббинса, которые он передал сожителю после своего отъезда была обнаружена футболка Кристофера Финни, которая впоследствии была опознана его родителями как принадлежащая ему. Осенью 1980 года Роббинс согласно его утверждениям совершил убийство мальчика, чья личность не была установлена. В ходе допросов он указал место сброса тела в городе Минден (штат Невада), где оно было обнаружено 10 ноября до его ареста. 
Также Роббинс являлся подозреваемым в совершении убийств 4-летней Терезы Линн Флорес и 4-летней Марты Джоанн Мезо, трупы которых были найдены в неглубокой могиле на берегу реки Салинас недалеко от города Сан-Мигел (штат Калифорния) 29 мая 1980 года спустя 12 дней после их исчезновения. Следователи отметили сходство между убийствами девочек и убийством Кристофера Финни, однако в ходе многочисленных допросов он был исключен в конечном итоге из числа подозреваемых в совершении убийств девочек.
После того, как стало известно, что Роббинс некоторое время проживал в Атланте (штат Джорджия), он попал в число подозреваемых в совершении серийных убийств детей, но в конечном итоге он также был исключен из числа подозреваемых и ему не было предъявлено никаких других обвинений.

## Судебные процессы
Через неделю после ареста Роббинса, ряд высокопоставленных чиновников правоохранительных органов из нескольких штатов встретились, чтобы спланировать свою стратегию судебного преследования Роббинса. В конечном итоге было принято решение провести первый судебный процесс на территории штата Нью-Джерси по его обвинению в похищении и убийстве Эвана Бейли, после чего экстрадировать его на территорию штата Калифорния. Это решение поддержал Генеральный прокурор США Дэн Уэбб.
Первый судебный процесс открылся в апреле 1981 года. 27 апреля того же года Малкольм Роббинс признал себя виновным по всем пунктам обвинения, после чего суд 7 августа 1981 года назначил ему уголовное наказание в виде пожизненного лишения свободы с правом условно-досрочного освобождения по отбытии 30 лет тюремного заключения. В 1983 году он был экстрадирован из Нью-Джерси на территорию штата Калифорния. После экстрадиции, Малкольм Роббинс при посредстве со своими адвокатами заключил с представителями прокуратуры округа Санта-Барбара соглашение о признании вины в совершении убийства Кристофера Финни в обмен на утверждение положения о том, что его вернут в Нью-Джерси для отбытия уголовного наказания. На судебном процессе в апреле того же года он был признан виновным, после чего суд 12 мая 1983 года приговорил его к смертной казни.
В период с 1983 года по 1989 год Роббинс был ещё дважды осуждён за совершение убийства Стивена Литтла на территории штата Техас и за убийство Брайана Лепко на территории штата Мэйн. В начале 1989 года генеральный прокурор штата Калифорния направил запрос генеральному прокурору штата Нью-Джерси о экстрадиции Роббинса на территорию Калифорнии с целью исполнить его смертный приговор. По словам адвокатов и сотрудников правоохранительных органов, этот случай был первым в истории США и не имел прецедентов, когда штат добивался экстрадиции не с целью осуждения заключённого, а с целью его казни.  Губернатор штата Нью-Джерси Томас Х. Кин и генеральный прокурор штата в конечном итоге подписали указ об экстрадиции Роббинса, после чего он совместно со своими адвокатами подал иск в Верховный Суд США с требованием аннулировать указы губернатора и генерального прокурора. Однако так, как этот случай не имел аналогов, а в уголовном законодательстве США отсутствовали законоположения и процессуальные нормы, регламентирующие обращение с осуждёнными на территории штата Нью-Джерси, Верховный Суд США отклонил иск Роббинса, после чего он был покинул Нью-Джерси и был этапирован в камеру смертников тюрьмы Сан-Квентин (штат Калифорния) для исполнения смертного приговора.
В этот период с ним связались представители прокуратуры округа Пима (штат Аризона) с целью получения информации об убийстве 13-летнего  Роберта Крейга Стивенса в 1979 году, тело которого было найдено в районе Литтлтаун к югу от Тусона, где жил мальчик. В 1980 году Роббинс во время допросов упоминал, что осенью 1979 года путешествовал по Аризоне в компании с мужчиной в период, когда Роберт Стивенс пропал без вести. Стивенс исчез 30 сентября  после того, как покинул свой дом недалеко от Саут-Крейкрофт-роуд и межштатной автомагистрали I-10 во время поездки на велосипеде. Через две недели его разложившееся тело было найдено под мескитовым деревом со следами удушения ремешком. Однако  Малкольм Роббинс отказался от сотрудничества с представителями прокуратуры округа Пима и его причастность к убийству Стивенса так и не была доказана.

## Смерть
В марте 2019 года губернатор штата Калифорния Гэвин Ньюсом подписал указ о введении моратория на исполнение смертных приговоров в штате. На тот момент в камере смертников тюрьмы Сан-Квентин находилось 737 осужденных, которые после этого получили право покинуть камеру смертников и право на этапирование в другие пенитенциарные учреждения штата Калифорния. Малкольм Роббинс воспользовался этим правом и в середине 2019 года был этапирован в тюрьму «Corcoran State Prison». В этот период у него ухудшилось общее состояние здоровья. Находясь на территории этого учреждения, Малкольм Роббинс умер рано утром 27 января 2023 года в возрасте 62 лет, проведя в общей сложности более 42 лет в тюремном заключении.